# Años 1230
Los años 1230 o década del 1230 empezó el 1 de enero de 1230 y terminó el 31 de diciembre de 1239.

## Acontecimientos
- La Reconquista en España avanza decisivamente. En Castilla, Fernando III el Santo conquista Córdoba, la que fue ciudad califal a los musulmanes en 1236; por su parte, Jaime I el Conquistador obtiene la rendición de Valencia en 1238 para la Corona de Aragón. El periodo de los reinos taifas se da por finalizado, y solo sobrevivirá a partir de esta década, y hasta 1492, el reino nazarí de Granada.
- Batalla de Kirina
- Derrota del Imperio Mongol en china.